# Forêt nationale de Gallatin
Pour les articles homonymes, voir Gallatin.
Fondée en 1899, la forêt nationale de Gallatin se trouve au centre-ouest du Montana, aux États-Unis. Elle s'étend sur 8 500 km2.
Elle fut nommée ainsi en l'honneur d'Albert Gallatin, homme politique et diplomate américain.